# Suwałki
Suwałki (jid. ‏סואוואַלק‎, lit. Suvalkai) – miasto na prawach powiatu w północno-wschodniej Polsce w województwie podlaskim, położone nad rzeką Czarna Hańcza. Siedziba władz powiatu suwalskiego i gminy wiejskiej Suwałki.
W latach 1975–1998 siedziba władz województwa suwalskiego. Drugi co do wielkości ośrodek województwa podlaskiego oraz centrum kulturalne polskiej Suwalszczyzny. Jednocześnie największe miasto całej historycznej Suwalszczyzny i największe miasto we współczesnej Polsce na ziemiach, które w okresie od 1569 do 1795 r. w ramach Rzeczypospolitej Obojga Narodów wchodziły w skład Wielkiego Księstwa Litewskiego. Miasto duchowne położone było w końcu XVIII wieku w powiecie grodzieńskim województwa trockiego.
Według danych GUS z 30 czerwca 2024 r. Suwałki liczyły 68 035 mieszkańców i były pod względem liczby ludności drugim (po Białymstoku) miastem w województwie podlaskim, a także 50. spośród najludniejszych miast w Polsce.

## Geografia

### Położenie
Miasto Suwałki leży w północno-wschodniej części Polski, w pobliżu granic z Litwą, obwodem królewieckim Federacji Rosyjskiej i Białorusią. Suwałki są drugim co do wielkości miastem w województwie podlaskim. Przez miasto przebiegają szlaki transportowe – z Berlina przez Warszawę do Petersburga oraz z Warszawy do Helsinek (droga tranzytowa szybkiego ruchu Via Baltica i trasa kolejowa Rail Baltica łącząca kraje bałtyckie z Europą Zachodnią).
Suwałki są największym miastem na historycznej Suwalszczyźnie, leżą również na obszarze dawnej Jaćwieży (Sudowii).
Według danych GUS z 1 stycznia 2024 r. powierzchnia miasta wynosiła 65,51 km².

### Geologia

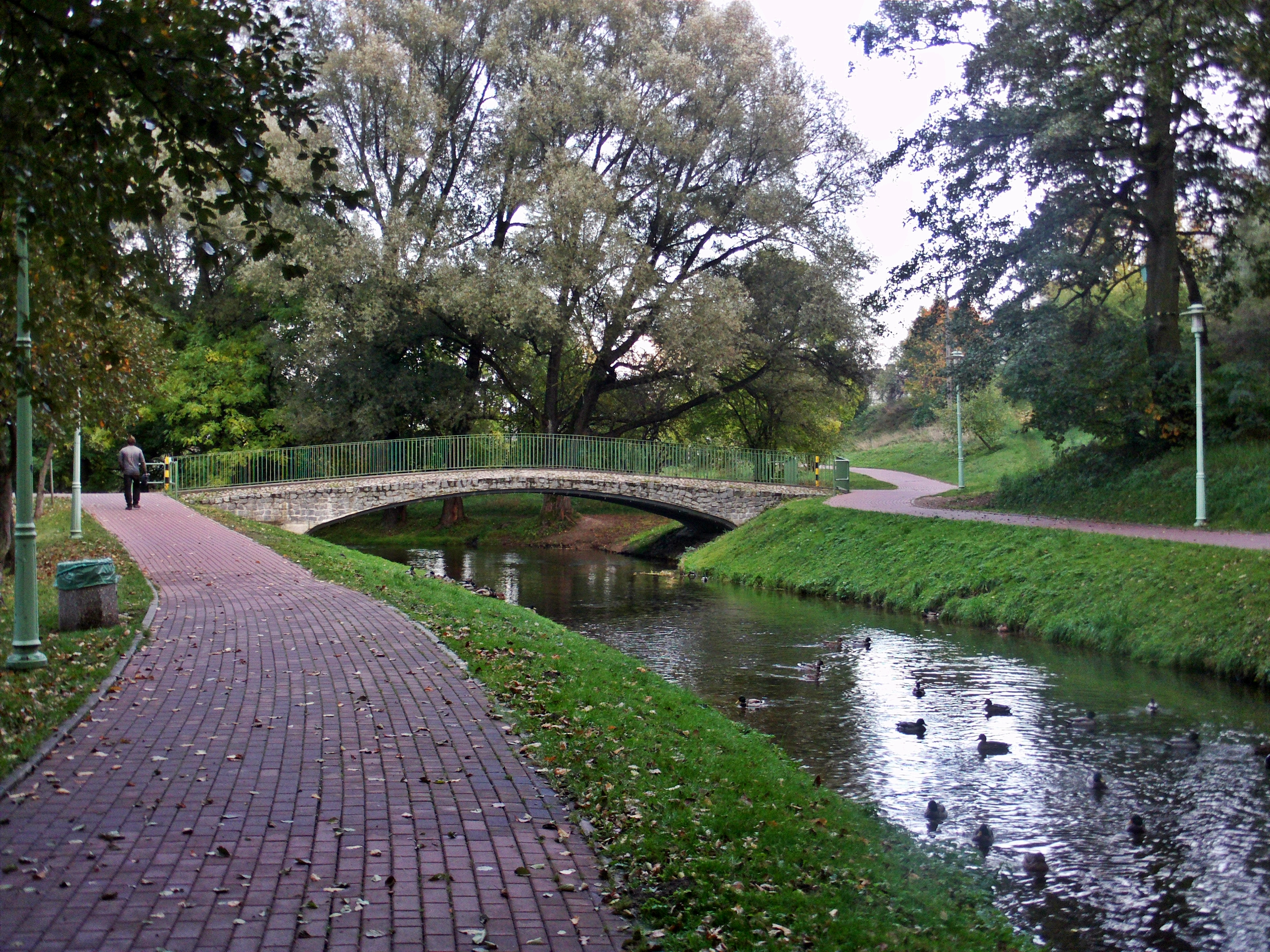
Czarna Hańcza

Suwałki są położone na terenach zasobnych w rudy żelaza, wanadu, ołowiu oraz rzadkiego tytanu. Obecnie nieeksploatowane ze względu na głębokość, na jakiej się znajdują, a także ze względu na ochronę środowiska i obecność Zielonych Płuc Polski.
Suwałki leżą na platformie wschodnioeuropejskiej w strefie wyniesienia mazursko-suwalskiego. Krystaliczny fundament prekambryjski zbudowany jest z granitoidów typu rapakiwi (magmowe skały głębinowe), tworzących gotyjski kompleks mazurski. W okolicy Suwałk skały podłoża prekambryjskiego występują na głębokości 800-900 metrów.
Na prekambryjskim podłożu krystalicznym leżą skały pokrywy osadowej (ordowik, sylur, trias, jura, kreda i trzeciorzęd). Na powierzchni terenu występują utwory czwartorzędu o maksymalnej miąższości dochodzącej do 215,3 m (Szwajcaria, północno-wschodnia część Suwałk).
W okolicy Suwałk w profilu osadów plejstoceńskich zachowały się gliny zwałowe należące do sześciu zlodowaceń. Między nimi znajdują się osady wodnolodowcowe (żwiry i piaski), zastoiskowe (piaski, mułki i iły), a także interglacjału eemskiego (torfy, piaski, mułki i iły jeziorne).
Obecna powierzchnia terenu miasta ukształtowała się w wyniku procesów zachodzących
w okresie zlodowacenia bałtyckiego (Wisły) oraz w holocenie. Rzeźba terenu Suwałk jest wynikiem działalności lodowca w okresie najmłodszego zlodowacenia (zlodowacenia Wisły) oraz erozyjnej działalności rzeki Czarnej Hańczy. Lądolód zlodowacenia Wisły nasunął się dwukrotnie na teren Suwalszczyzny: około 67–55 tysięcy lat temu (stadiał Świecia) oraz 23–12 tysięcy lat temu (stadiał leszczyńsko-pomorski).
Dominującą jednostką geomorfologiczną miasta jest równina sandrowa (położona na wysokości 180 m n.p.m.), jedynie w części północnej znajduje się wysoczyzna morenowa.
W równinę sandrową wcięta jest erozyjnie dolina Czarnej Hańczy osiągająca szerokość 5–10 km. W dolinie Czarnej Hańczy wyróżnia się trzy tarasy erozyjno-akumulacyjne:
- taras I – zalewowy, powyżej 0,5 m nad średnim stanem rzeki
- taras II – nadzalewowy, sandrowy, 6,5–8,5 m ponad poziom rzeki, na tym tarasie zlokalizowana jest znaczna część miasta
- taras III – sandrowy, 11–19 m nad poziom rzeki, na tym tarasie zlokalizowana jest północna część miasta (osiedla Północ I i Północ II)

Na wschodzie Suwałk, pomiędzy ul. Pileckiego a wsią Okuniowiec można znaleźć urokliwe wzgórza morenowe, pomiędzy którymi w zagłębieniach znajdują się bagna i mokradła. To magiczne miejsce zachwyca widokami, stromymi ścieżkami, zapachem kwitnących roślin oraz wilgotnego igliwia i wesołym rechotaniem żab.
Naturalna rzeźba terenu została poddana znacznej antropopresji na terenach eksploatacji złóż kopalin: Sobolewo, Krzywólka i Potasznia.

### Klimat
W porównaniu z innymi rejonami Polski miasto stosunkowo często odczuwa wpływ arktycznych i kontynentalnych mas powietrza. Właśnie za sprawą arktycznych wpływów region ten jest zaliczany do najzimniejszych (poza górami) obszarów Polski, a w pobliżu miejscowości Wiżajny znajduje się „polski biegun zimna”.
Zimy są tutaj na ogół długie i mroźne (nawet dwukrotnie dłuższe niż na zachodzie Polski), a wiosna dociera późno (choć nie zawsze). Lato najczęściej bywa stosunkowo krótkie, ale za to gorące, parne i suche (jeśli są opady deszczu to nawalne lub towarzyszące tylko przechodzącym burzom). To właśnie dlatego odnotowuje się tutaj najpóźniejszy termin kwitnienia jabłoni w Polsce wraz z krótszym sezonem wegetacji roślin, spowodowane tutejszym mikroklimatem. Jednakże klimat pozwala nawet na uprawę z powodzeniem winorośli. Obecnie temperatura w zimie spada do ok. -24 stopni Celsjusza. Dawniej notowano tu siarczyste mrozy.
| Miesiąc                                                    | Sty  | Lut  | Mar | Kwi  | Maj  | Cze  | Lip  | Sie  | Wrz  | Paź | Lis  | Gru  | Roczna |
| ---------------------------------------------------------- | ---- | ---- | --- | ---- | ---- | ---- | ---- | ---- | ---- | --- | ---- | ---- | ------ |
| Średnie dobowe temperatury [°C]                            | -3,6 | -3,3 | 0,5 | 6,9  | 12,5 | 15,1 | 17,5 | 17,0 | 12,2 | 7,2 | 1,6  | -2,4 | 6,8    |
| Opady [mm]                                                 | 38,4 | 27,4 | 36  | 32,1 | 56,9 | 69,9 | 80,9 | 69   | 52,5 | 48  | 45,7 | 40,6 | 597,4  |
| Źródło: IMGW okres referencyjny 1981-2010 {{{accessdate}}} |      |      |     |      |      |      |      |      |      |     |      |      |        |

## Historia

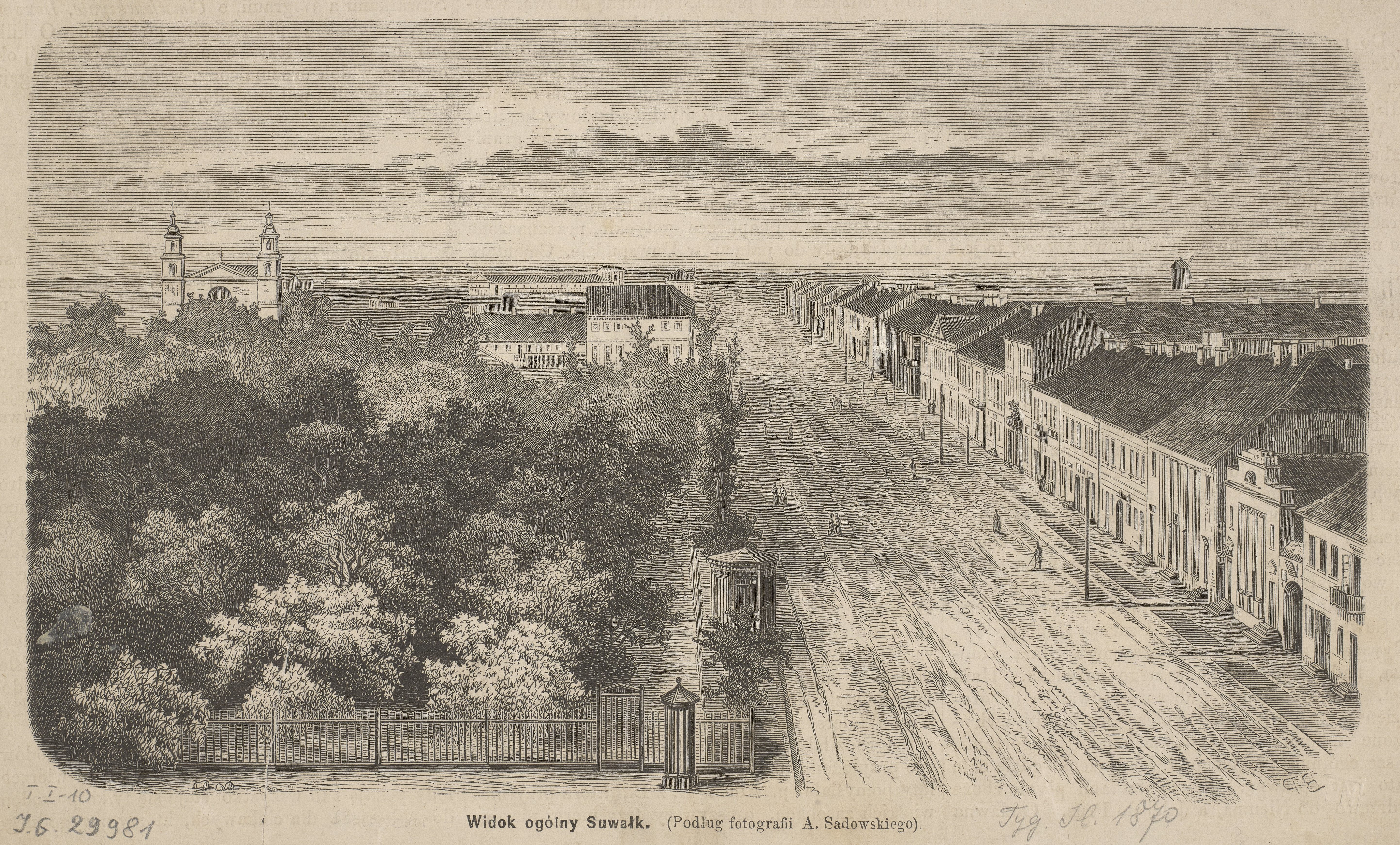
Widok Suwałk około 1870

Miasto powstało z osady założonej w XVII w. przez zakon kamedułów z pobliskiego klasztoru w Wigrach, jako jedna z osad na kolonizowanych przez nich wyludnionych terenach dawnej Jaćwieży. 3 marca 1720 roku przywilejem królewskim August II Mocny potwierdził prawa miejskie Suwałk.
Najważniejsze wydarzenia w historii Suwałk:
- 1688 – pierwsza wzmianka o Suwałkach;
- 1710 – kameduli wyjednali u Króla Augusta II zgodę na odbywanie targów i jarmarków w Suwałkach;
- 1715 – Suwałki ogłoszono miastem przez kamedułów;
- 1795 – wskutek III rozbioru Polski miasto włączono do Królestwa Prus;
- 1807 – Suwałki włączono w skład Księstwa Warszawskiego;
- 1813 – wkroczenie wojsk rosyjskich do Suwałk
- 1815 – Suwałki zostają włączone do Królestwa Polskiego/Kongresowego będącego częścią Imperium Rosyjskiego (zabór rosyjski)[8];
- 1816 – utworzono województwo augustowskie z siedzibą w Suwałkach;
- 1826 – zatwierdzony został plan regulacyjny miasta, który na blisko 100 lat przesądził o kierunkach i charakterze jego zabudowy;
- 1827 – liczba mieszkańców – 3753;
- 1866 – Suwałki stolicą guberni suwalskiej utworzonej wskutek decyzji władz rosyjskich;

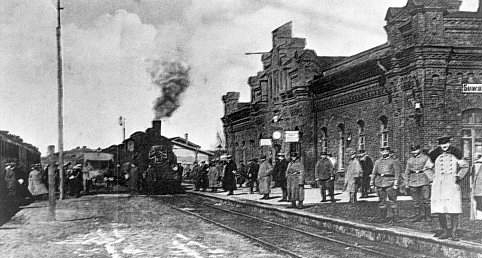
Dworzec kolejowy Suwalken w 1917

- 1872 – liczba mieszkańców – 19 899, Suwałki czwartym najludniejszym miastem Królestwa Polskiego w zaborze rosyjskim;
- 1919 – 24 sierpnia do Suwałk wkroczyło wojsko polskie – Suwałki w granicach Rzeczypospolitej;
- 1938 – w Suwałkach stacjonowały: 41 Suwalski Pułk Piechoty im. Marszałka Józefa Piłsudskiego, 1 Dywizjon 29 Pułku Artylerii Lekkiej, Suwalska Brygada Kawalerii, 2 Pułk Ułanów Grochowskich im. gen. Józefa Dwernickiego, 3 Pułk Szwoleżerów Mazowieckich im. płk Jana Kozietulskiego, 4 Dywizjon Artylerii Konnej oraz 11 Szwadron Łączności SBK;
- 1939 – 24 września Armia Czerwona wkroczyła do Suwałk[9] (tego dnia zajęła też Sejny i Augustów)[10]
- 1939 – 28 września Niemcy i ZSRR podpisały pakt o przyjaźni i granicach, zgodnie z którym Suwałki i północna część Puszczy Augustowskiej przypadły w udziale Niemcom[10]
- 1939 – 6 października[9] oddziały Wehrmachtu wkroczyły do Suwałk[10]
- 1940 – Suwałki wcielono do Rzeszy Niemieckiej pod nową nazwą Sudauen. Niemcy przeprowadzili masowe aresztowania miejscowej inteligencji;
- 1940 – wywiezienie licznej ludności żydowskiej miasta do większych gett i obozów zagłady w Sobiborze i Treblince;
- 1941 – Niemcy założyli Stalag I F Sudauen, w którym zginęło kilkadziesiąt tysięcy jeńców, głównie rosyjskich;
- 1944 – 23 października wojska niemieckie wycofały się z Suwałk, do miasta wkroczyły wojska 3 Frontu Białoruskiego;

- 1945 – Suwałki siedzibą powiatu;

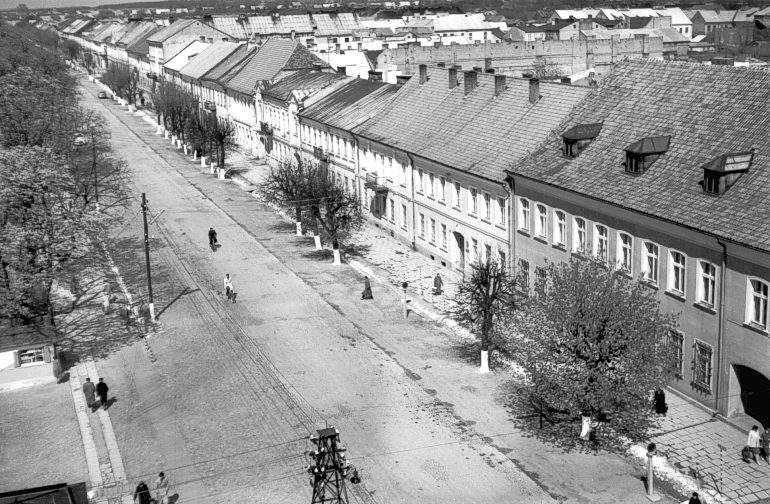
Ulica Kościuszki w 1957 r.

- 1975 – Suwałki stolicą województwa;
- 1999 – w wyniku reformy administracyjnej Suwałki straciły status miasta wojewódzkiego, stając się miastem na prawach powiatu w województwie podlaskim.

## Demografia
Liczba ludności Suwałk na przestrzeni lat
Piramida wieku mieszkańców Suwałk w 2014 roku.

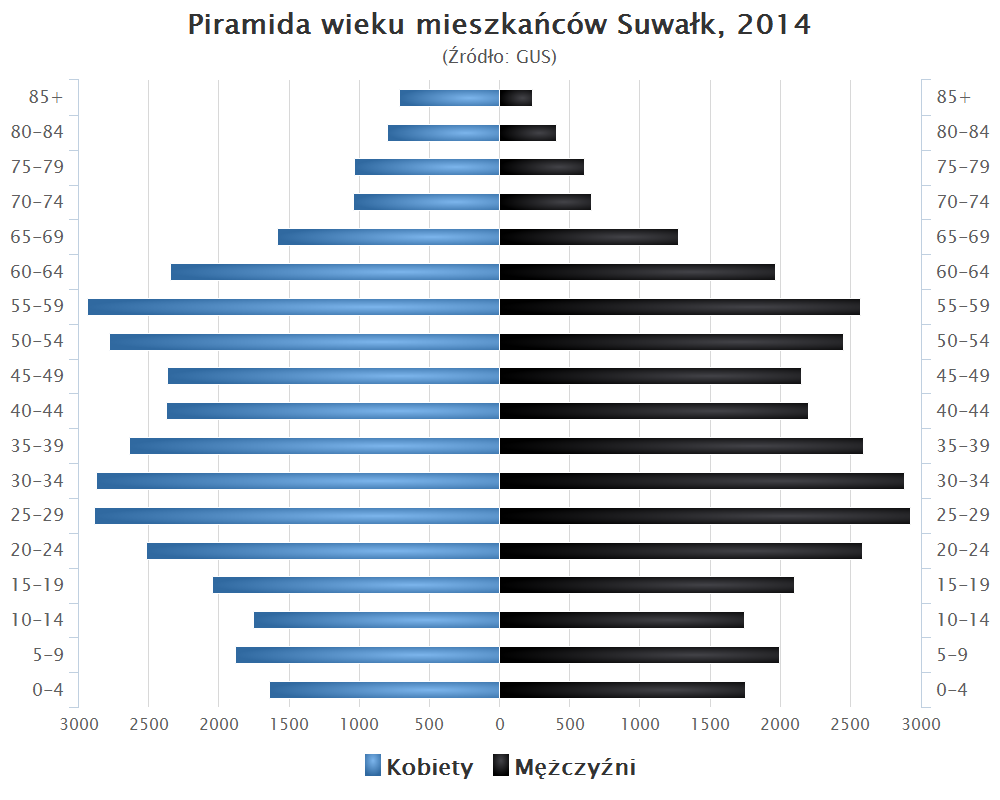

## Stopa bezrobocia
We wrześniu 2019 liczba zarejestrowanych bezrobotnych wynosiła 1 400 osób, a stopa bezrobocia wynosiła 4,8%.

## Podział administracyjny

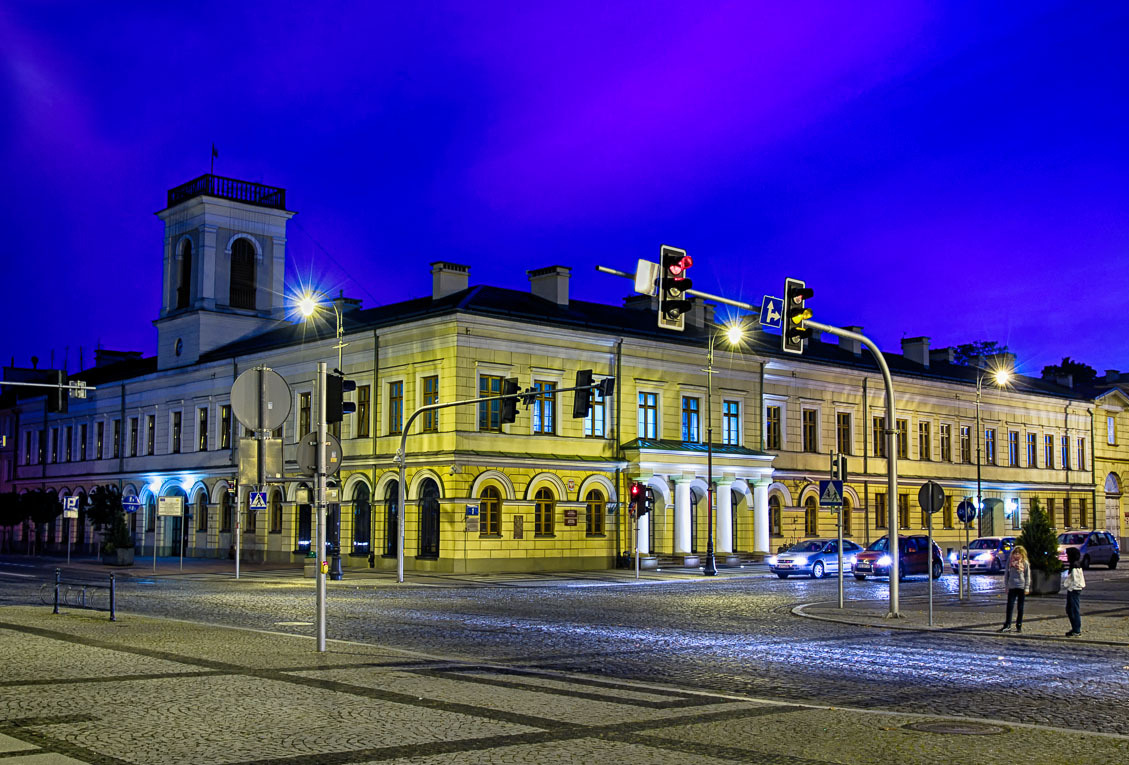
Ratusz Miejski

Suwałki dzielą się na kilkanaście osiedli o bardzo ograniczonej autonomii. Każde z nich ma swoją nazwę, samorząd, władze. Różnice w liczbie mieszkańców i zajmowanego obszaru poszczególnych osiedli są duże, gdyż obecnie funkcjonujący podział jest silnie związany z historią miasta i geografią.

## Gospodarka

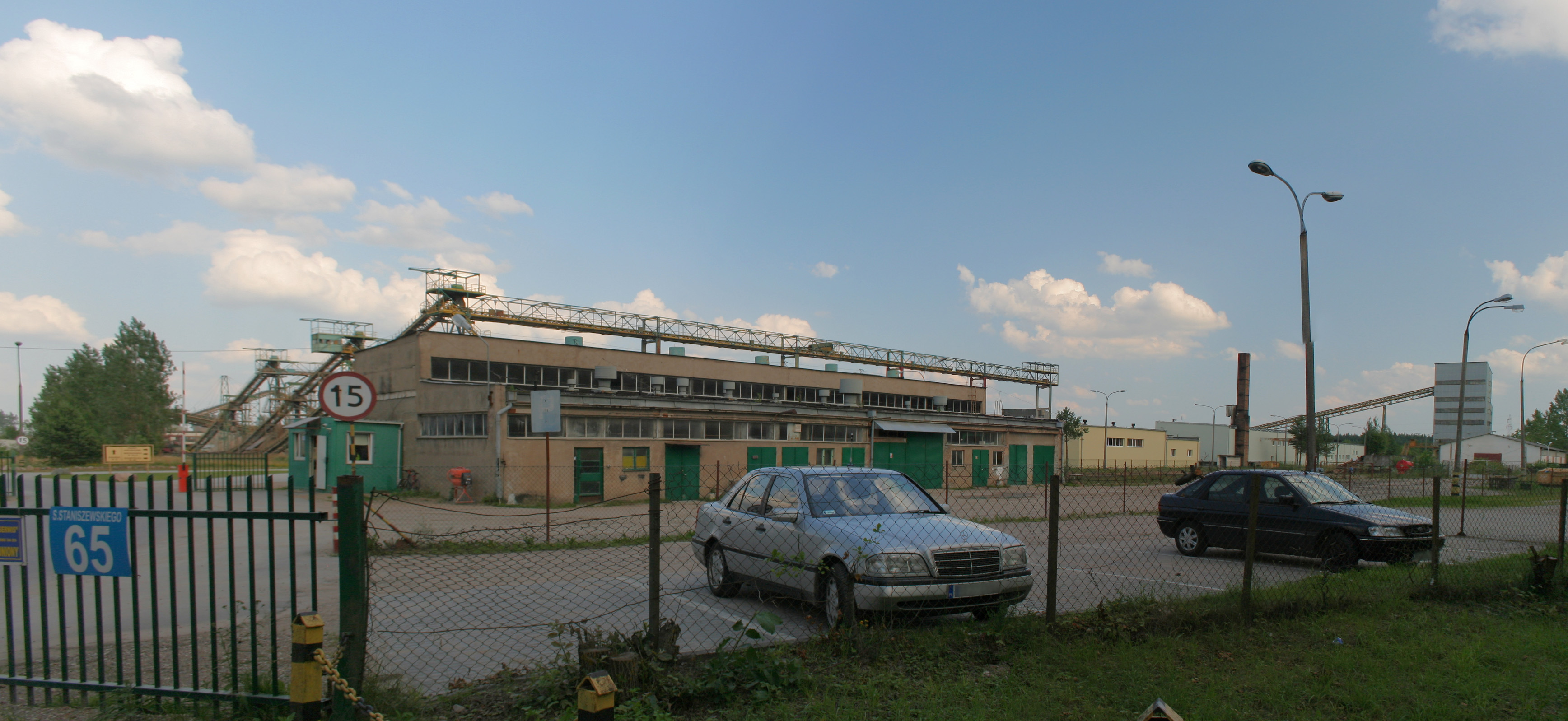
Budynki Suwalskich Kopalni Surowców Mineralnych

### Instytucje okołobiznesowe
- Park Naukowo-Technologiczny Polska-Wschód w Suwałkach Sp. z o.o.
- Stowarzyszenie Samorządów Polskich Euroregionu „Niemen”
- Suwalska Specjalna Strefa Ekonomiczna S.A.
- Fundacja Rozwoju Przedsiębiorczości w Suwałkach
- Agencja Rozwoju Regionalnego „Ares” S.A.
- Suwalski Ośrodek Innowacji – Rada Federacji Stowarzyszeń Naukowo-Technicznych NOT
- Suwalska Izba Rolniczo-Turystyczna

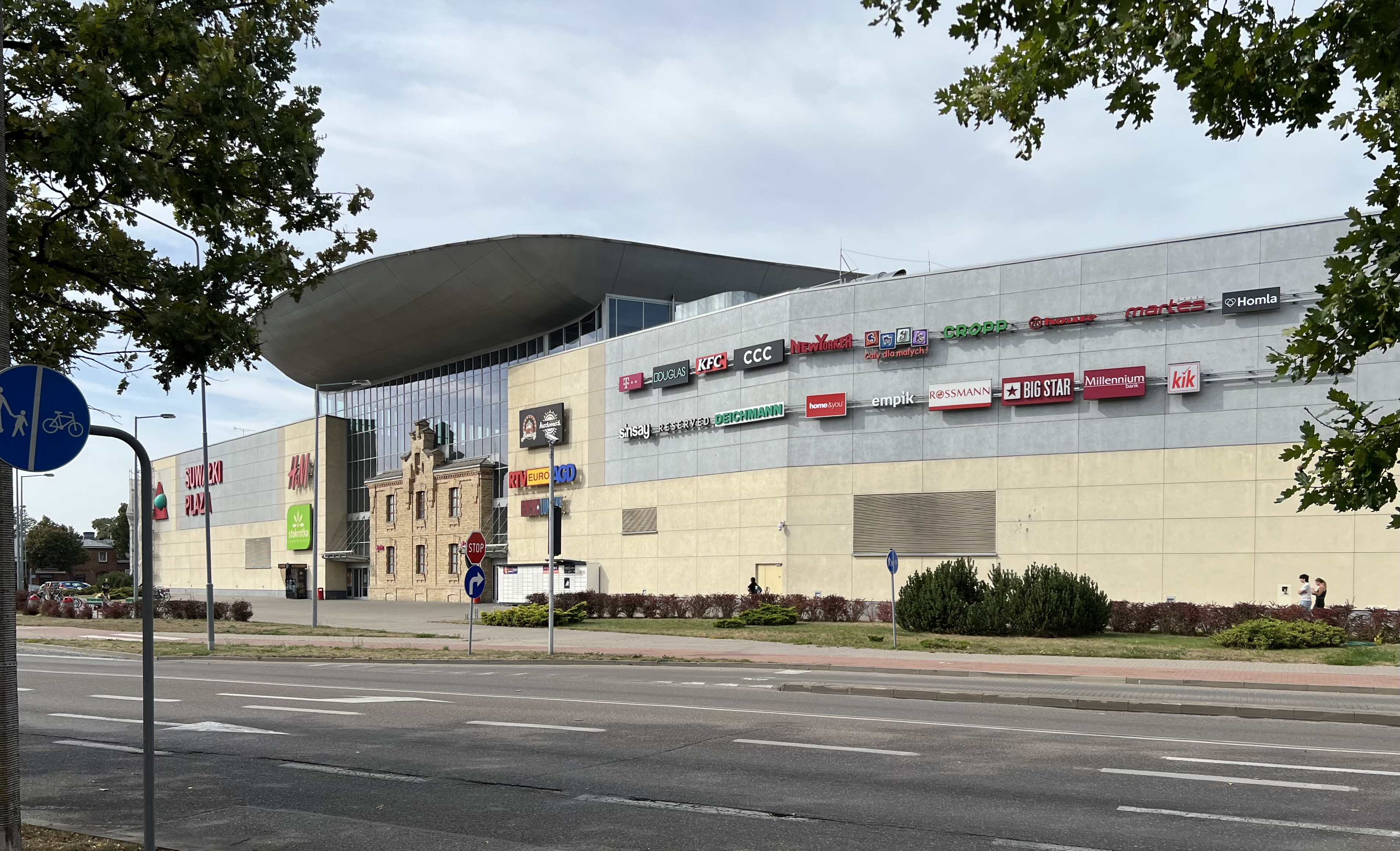
Centrum handlowe Plaza w Suwałkach

### Handel
Najwięcej punktów usługowych znajduje się wzdłuż ulic Kościuszki, Noniewicza i Pasażu Grande-Synthe. W mieście istnieją dwa targowiska: przy ul. 1 Maja i przy ul. Bakałarzewskiej. Pierwszym sklepem wielkopowierzchniowym w Suwałkach był TIP, przekształcony w funkcjonującą do dziś Biedronkę. W latach 90. powstał również najbardziej znany całodobowy sklep „Eden”. W śródmieściu położone są nieduże centra handlowe: DH Wigry, Pasaż Handlowy Arkadia oraz DH Alfa, Lidl, a także największe centrum handlowe w okolicy – Suwałki Plaza. Inne większe obiekty handlowe to np. Obi, Kaufland

## Transport

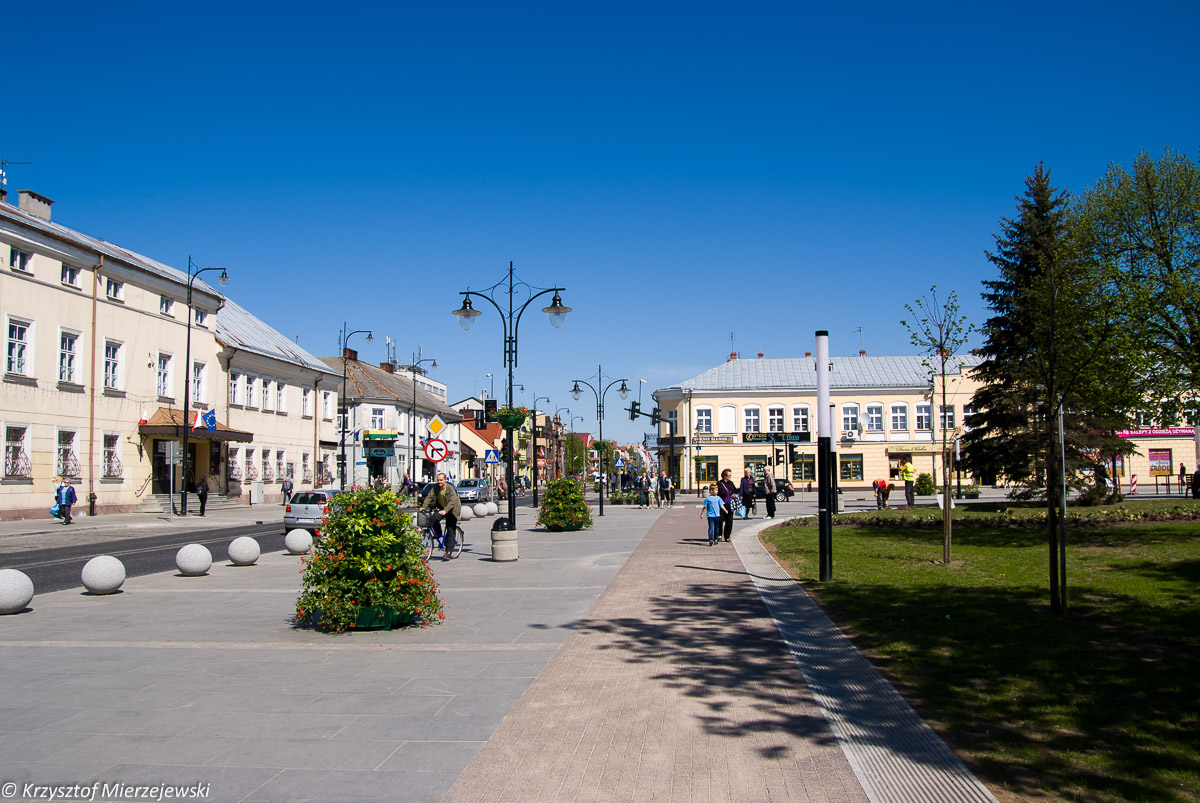
Ul. Teofila Noniewicza

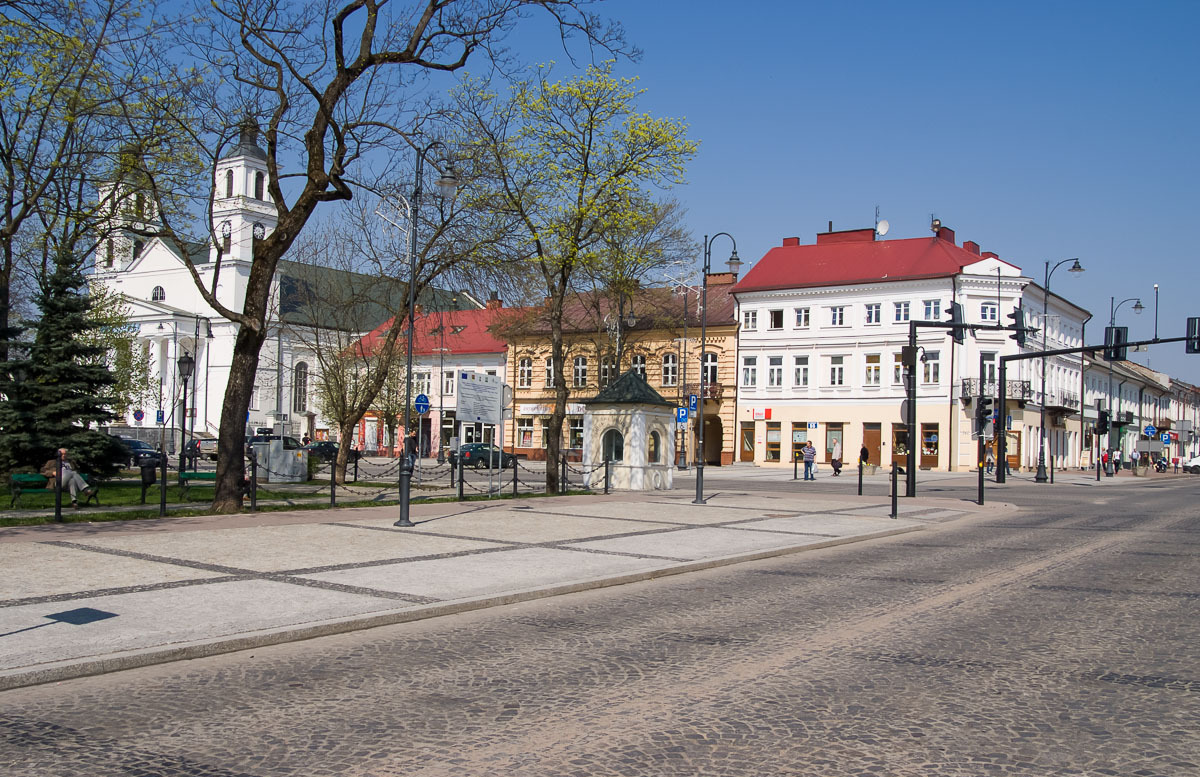
Ul. Tadeusza Kościuszki

### Transport drogowy
Suwałki położone są przy międzynarodowej drodze w kierunku Litwy o nazwie „Via Baltica”, przez Budzisko. Miasto omija wybudowana obwodnica w przebiegu drogi ekspresowej nr 61, oraz na końcu drogi krajowej nr 8. Mają połączenia drogowe ze wszystkimi okolicznymi miejscowościami. Na terenie miasta znajduje się dworzec PKS. Środkami komunikacji miejskiej są głównie autobusy Zakładu Komunikacji Miejskiej (ZKM) i taksówki.

#### Tranzyt

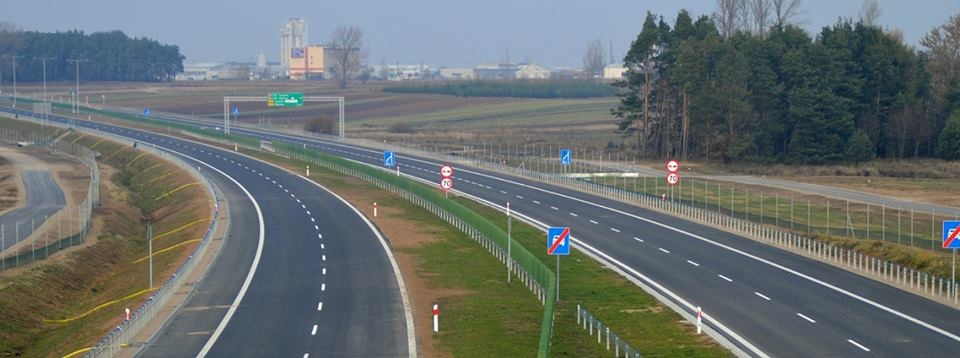
Droga ekspresowa S61 w pobliżu Suwałk (węzeł Suwałki-Południe)

Suwałki są ważnym miastem tranzytowym. Bez obwodnicy przez miasto przejeżdżało ponad 8 tys. tirów dziennie, co zagrażało zdrowiu i bezpieczeństwu mieszkańców. Przez Suwałki przebiegają:
- droga ekspresowa S61 (E67) Suwałki – Budzisko;
- droga wojewódzka nr 652;
- droga wojewódzka nr 653;
- droga wojewódzka nr 655.

#### Obwodnica Suwałk
Obwodnica jest częścią powstającej trasy międzynarodowej Via Baltica. Odbyło się wiele akcji protestacyjnych, których celem było przyśpieszenie budowy obwodnicy Suwałk. Po ponad 30 latach ubiegania się, jej budowę rozpoczęto na początku roku 2017, a w dniu 13 kwietnia 2019 roku nastąpiło jej oficjalne otwarcie. Droga została wybudowana w standardzie drogi ekspresowej o nawierzchni betonowej o dopuszczalnym obciążeniu 115 kN/oś.

#### Transport autobusowy
Transport autobusowy w Suwałkach i okolicy zapewnia przedsiębiorstwo PKS w Suwałkach S.A.. Miasto posiada bezpośrednie połączenia autobusowe z Poznaniem, Wrocławiem, Warszawą, Białymstokiem, Olsztynem, Gdańskiem, Ełkiem, Krakowem, Lublinem, Łomżą, Giżyckiem, Oleckiem, Augustowem, Gołdapią, Grajewem, Sejnami i in. Kursy do Warszawy i Białegostoku realizuje również prywatny przewoźnik Kari-Bus.
W Suwałkach można spotkać też autobusy PKS Białystok, PKS Łomża, PKS Warszawa, PKS Olsztyn, PKS Gdańsk, PKS Mrągowo, PKS Pisz i firmy Veolia Kętrzyn.

##### Komunikacja miejska
Suwałki mają około 325 km linii autobusowych, po których kursują 34 autobusy. Głównym węzłem komunikacyjnym był Park Marii Konopnickiej. Jego funkcję przejęła pętla przy ul. 1-go Maja. Ogółem wszystkich przystanków jest 223. PGK prowadzi obecnie 18 linii autobusowych, z których wszystkie funkcjonują w godzinach 4:10-23:00. Dodatkowe linie otwierane są z różnych okazji, np. świąt. Rocznie przewozi się około 3938 tys. pasażerów.

### Transport kolejowy

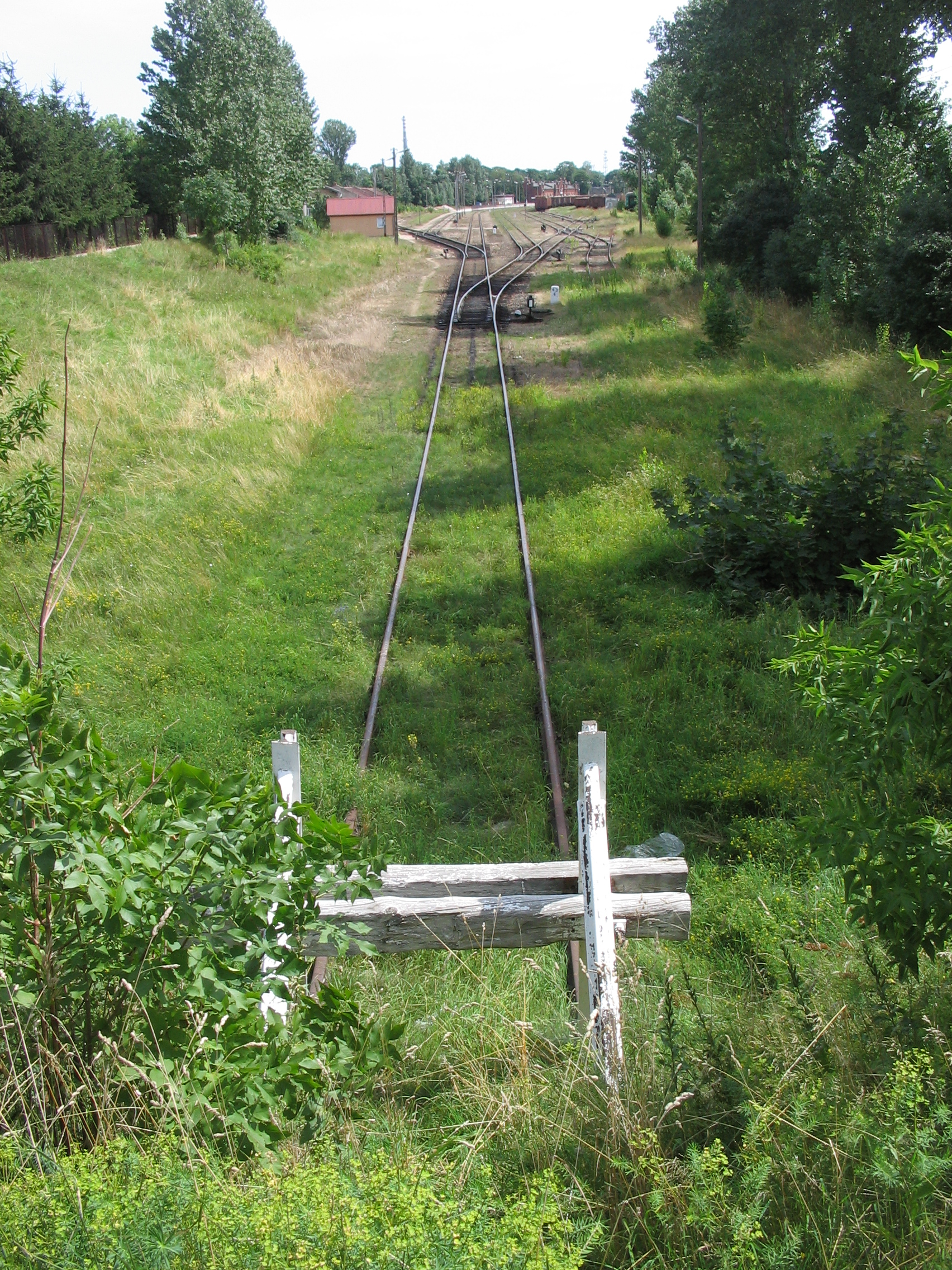
Koniec toru (km. 99,435 linii kolejowej nr 40) na stacji Suwałki (2007)

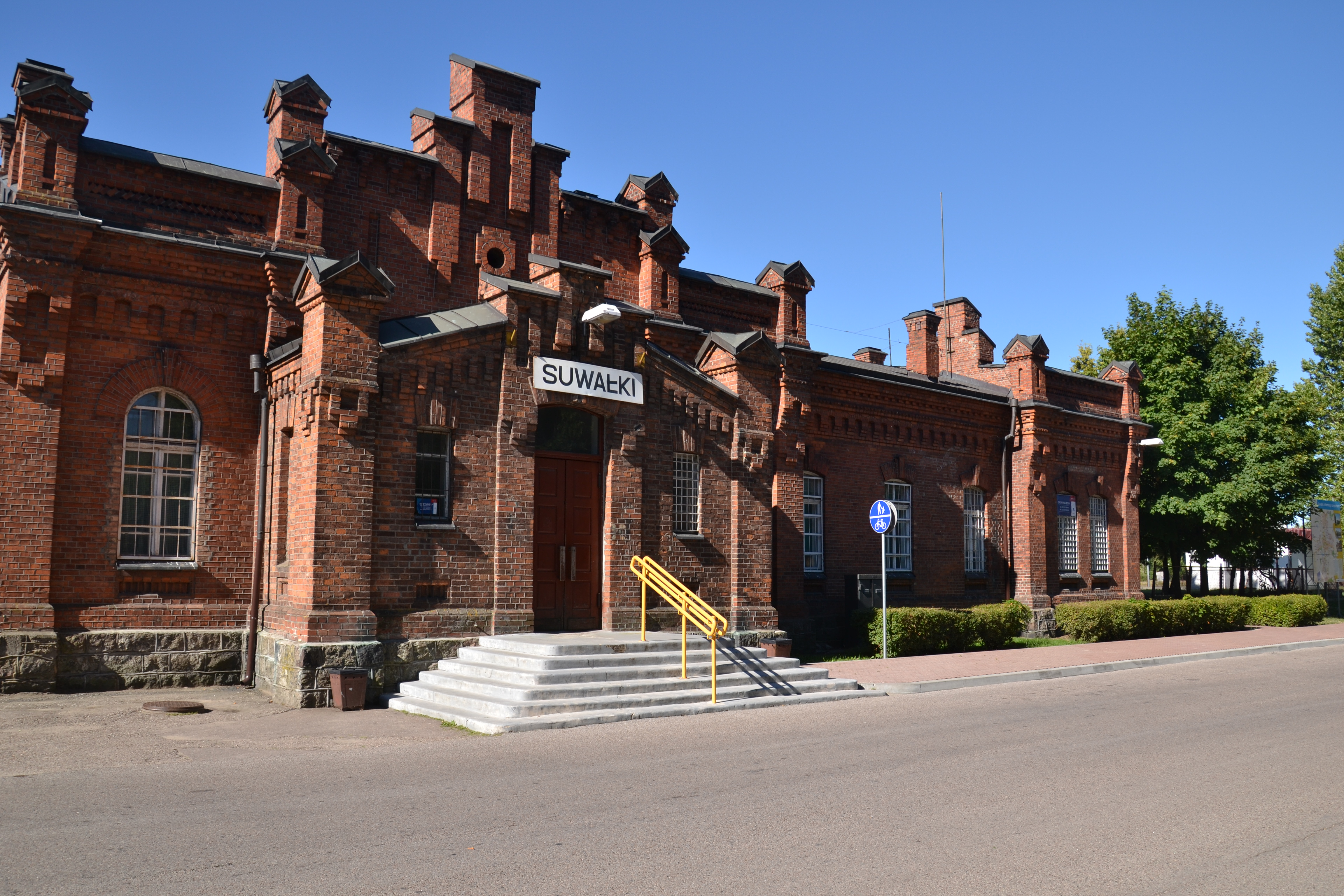
Dworzec kolejowy w Suwałkach

W mieście krzyżują się linie kolejowe z Sokółki, Olecka i z Kowna. Na terenie miasta znajduje się zabytkowy dworzec PKP z czasów carskich. Przez stację ma przebiegać międzynarodowa linia kolejowa Rail Baltica.
Z Suwałk codziennie odjeżdża pociąg IC Hańcza do Krakowa przez Białystok,Warszawę, Radom i Kielce oraz IC Podlasiak do Świnoujścia przez Białystok, Warszawę, Poznań i Szczecin oraz do Mockavy, gdzie istnieje możliwość przesiadki do pociągu LTG Link w kierunku Kowna i Wilna. Do Białegostoku odjeżdża cztery razy dziennie autobus szynowy (potocznie nazywany szynobusem). Planowane jest przywrócenie kursów do Ełku przez Olecko oraz 2 nowe połączenia w Litwy (jedno jako wydłużenie pociągu IC Podlasiak do Mockavy a drugie w relacji Suwałki - Mockava jako IC Jaćwing).

### Transport lotniczy

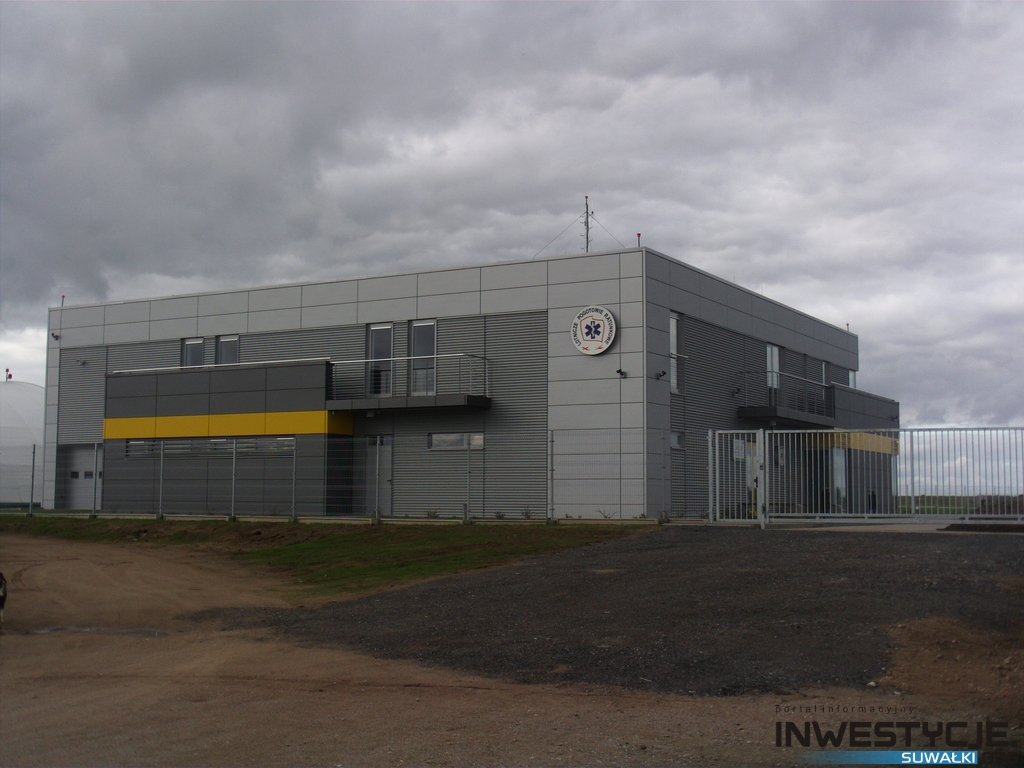
Baza Lotniczego Pogotowia Ratunkowego w 2012 roku

W Suwałkach znajduje się lotnisko o powierzchni 110 ha, wykorzystywane do celów sportowych przez Suwalską Szkołę Lotniczą, jak również przez Lotnicze Pogotowie Ratunkowe. Na bazie istniejącego lotniska trawiastego planowana jest budowa lotniska lokalnego z betonowym pasem startowym o długości 1320 m, przystosowanego do potrzeb komunikacji lotniczej.
W 2014 przy ul. Szpitalnej oddano do użytku sanitarne lądowisko dla helikopterów.

## Architektura

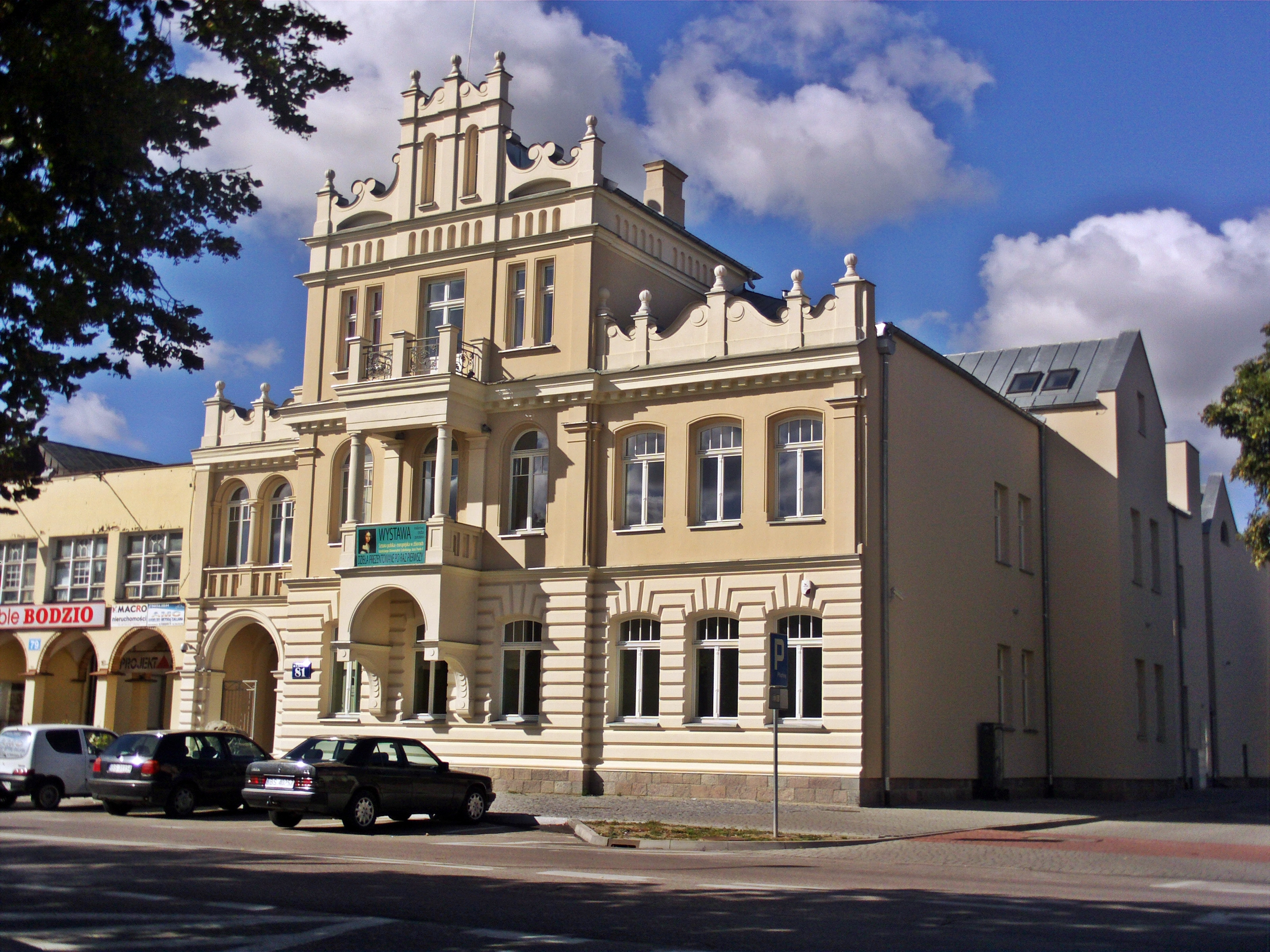
Muzeum Okręgowe

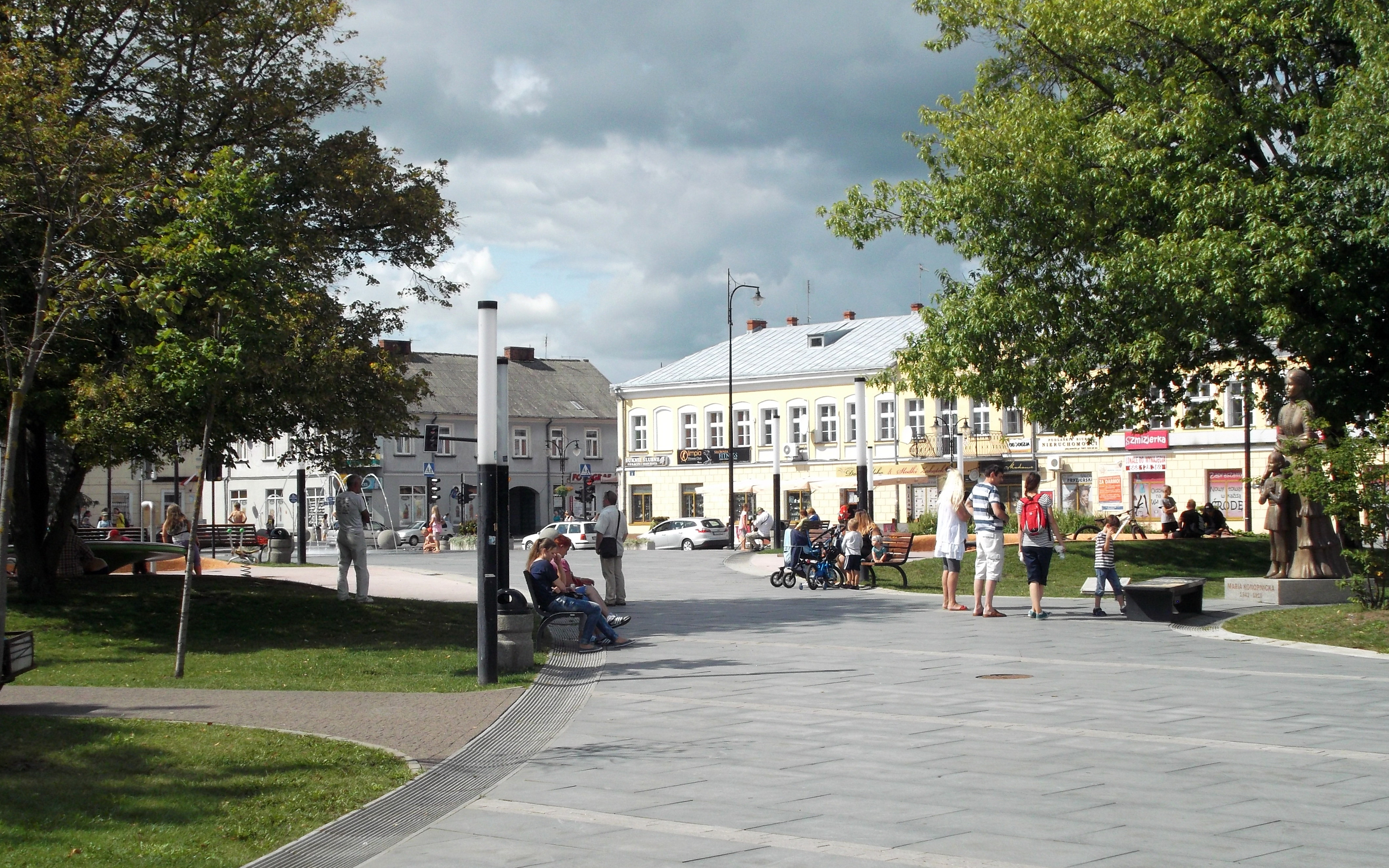
Plac Marii Konopnickiej z pomnikiem poetki

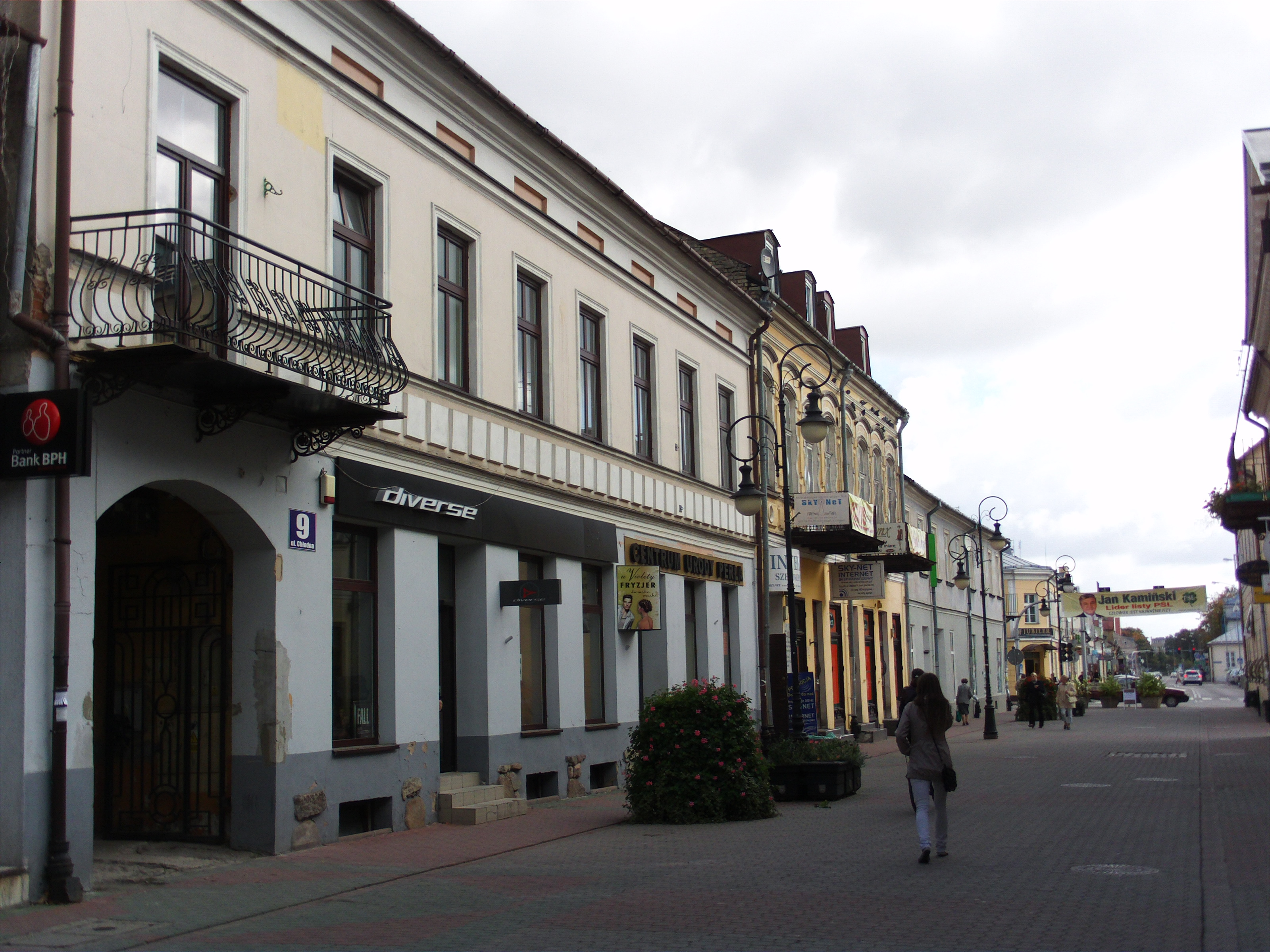
Ulica Chłodna

- Ulica Kościuszki z klasycystyczną zabudową
- park Konstytucji 3 Maja, utrzymany w angielskim stylu (dąbek wolności, zegar słoneczny)
- konkatedra św. Aleksandra
- kościół św. Piotra i Pawła
- kościół św. Trójcy, ewangelicko-augsburski
- kościół Najświętszego Serca Pana Jezusa
- cerkiew prawosławna Wszystkich Świętych
- Muzeum Okręgowe
- dawny ratusz (obecnie budynek Urzędu Miejskiego w Suwałkach)
- zabytkowe kamienice i domy, w tym:
  - dom, w którym urodziła się i mieszkała Maria Konopnicka, obecnie muzeum
  - kamienica, w której mieszkał malarz Alfred Kowalski
- dawne gimnazjum męskie (obecnie I LO im. Marii Konopnickiej)
- Zespół Szkół nr 8
- zespół koszar rozciągających się wokół starej części miasta
- molenna
- zespół cmentarzy przy ul. Zarzecze
  - Rzymskokatolicki cmentarz parafialny w Suwałkach
  - prawosławny
  - ewangelicki
  - żydowski
  - muzułmański
- dworzec kolejowy
- pomnik Marii Konopnickiej
- XIX-wieczny browar
- Cmentarz Jeńców Radzieckich
- Pomnik papieża Jana Pawła II, odsłonięty 16 X 2007 r.[15]

Do 1956 w mieście znajdowała się klasycystyczna Wielka Synagoga.

Deptakiem Suwałk jest ulica Chłodna.

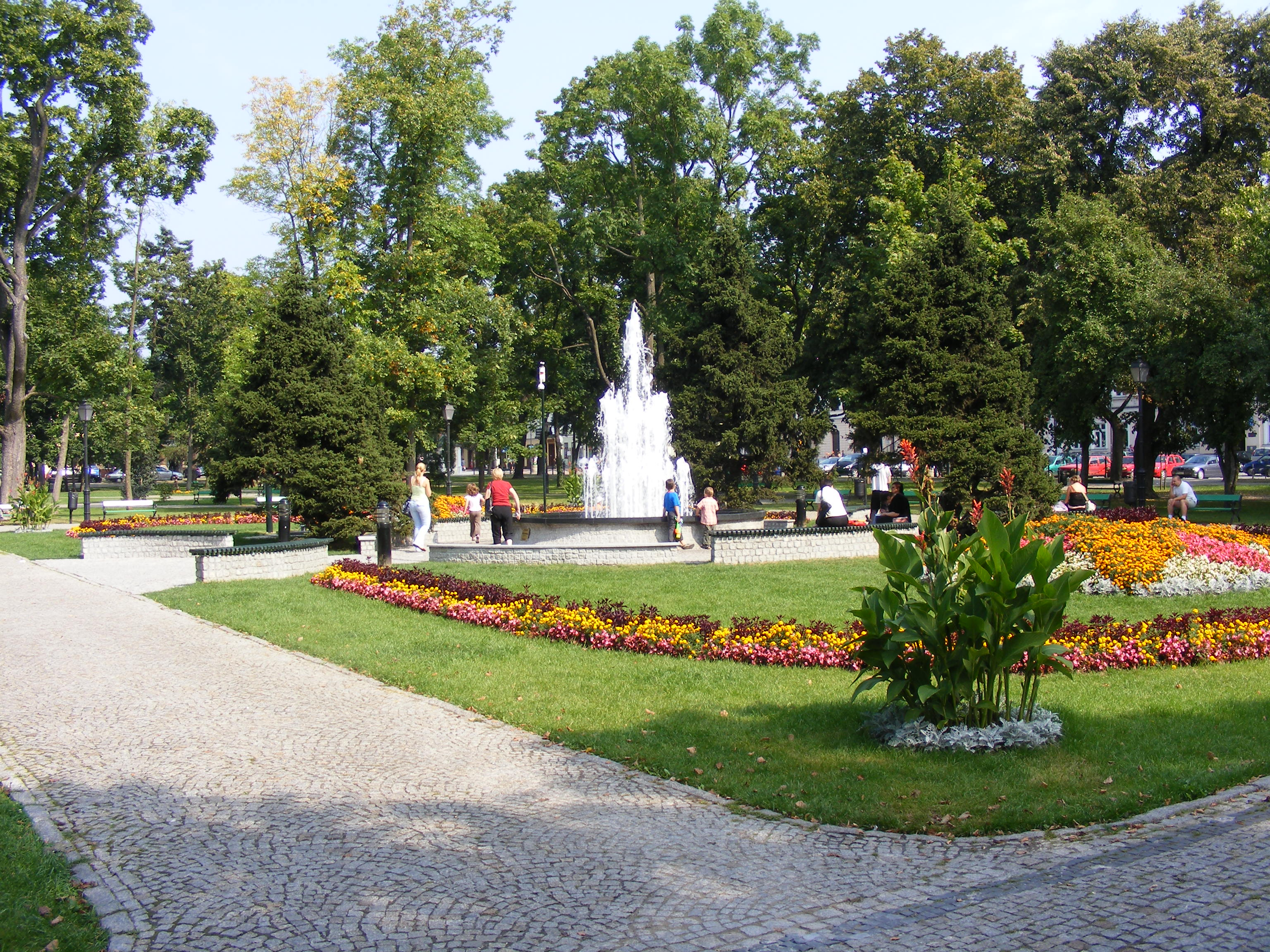
Park Konstytucji 3 Maja

### Zieleń miejska

#### Parki
- Park Konstytucji 3 Maja

### Place
- Plac im. Marii Konopnickiej[16]
- Plac Konstytucji 3 maja[17]

## Kultura

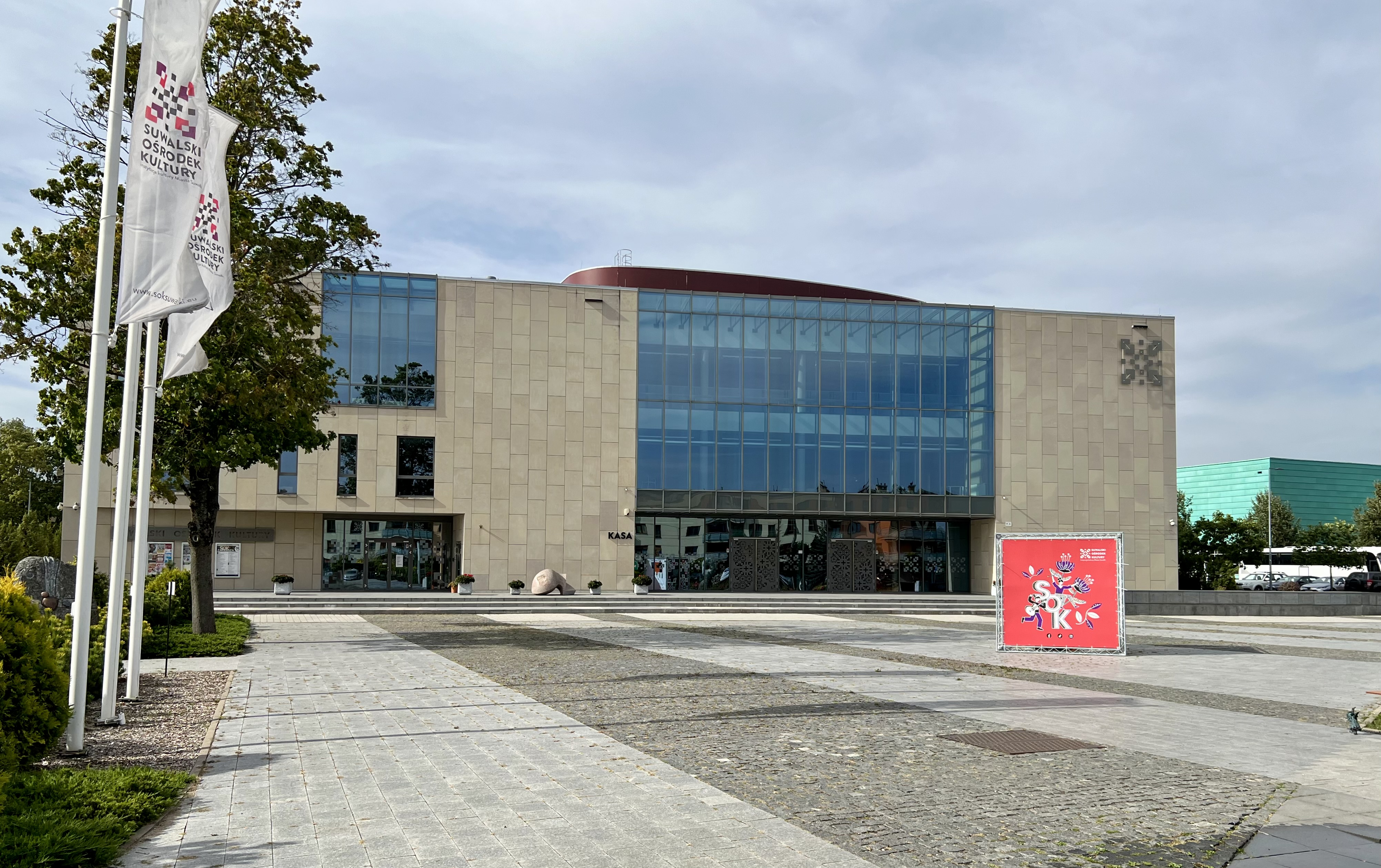
Suwalski Ośrodek Kultury

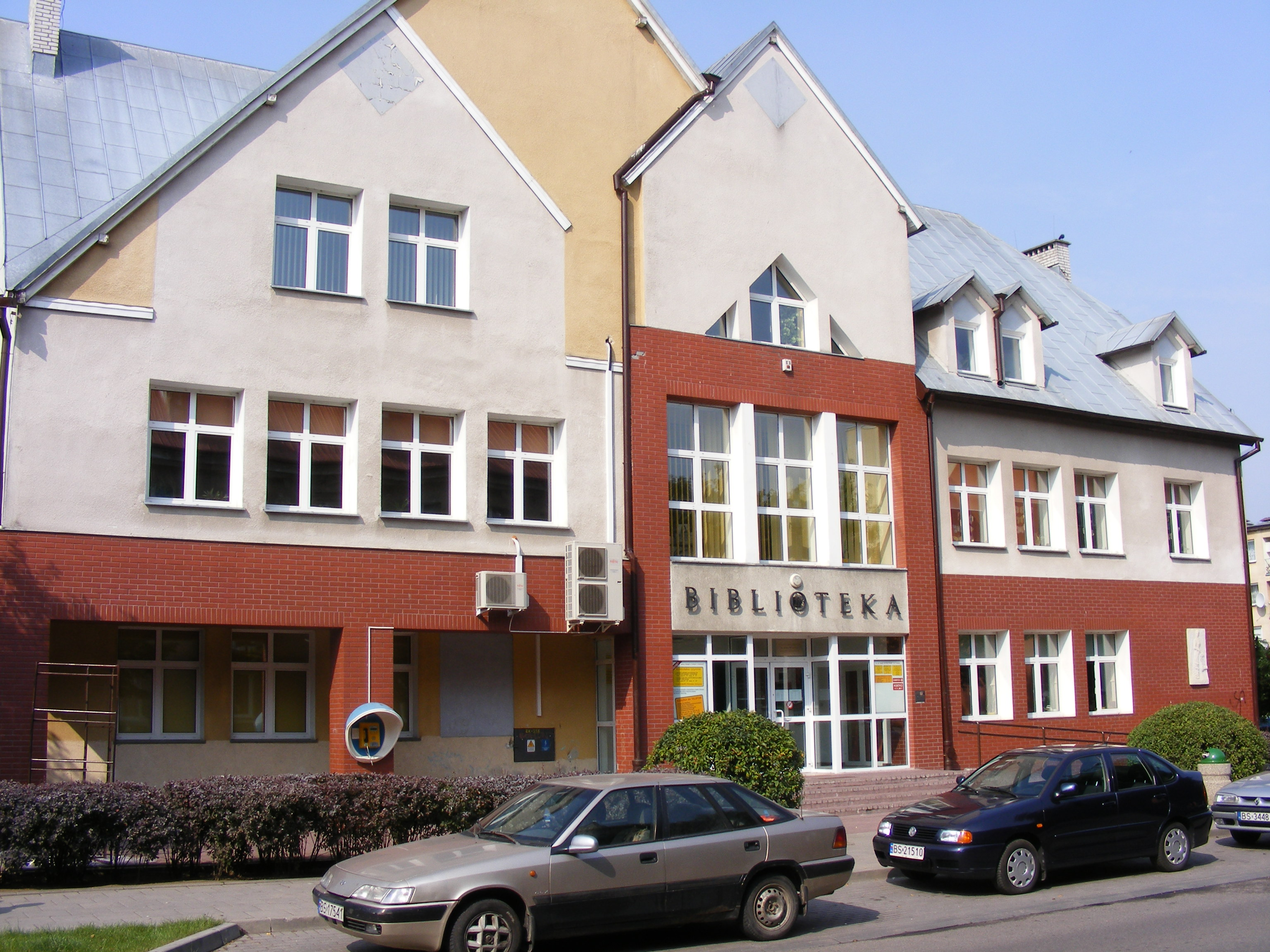
Gmach biblioteki publicznej im. Marii Konopnickiej

Organizacją większości imprez kulturalnych w Suwałkach zajmuje się Suwalski Ośrodek Kultury. Cyklicznymi wydarzeniami kulturalnymi są m.in.: Źródliska, Teatr-Akcje, Suwałki Blues Festival.

### Gazety
- Kurier Suwalski[18]
- Suwalski Dziennik Internetowy
- Miesięcznik „Niebywałe Suwałki”[19]

### Stacje telewizyjne

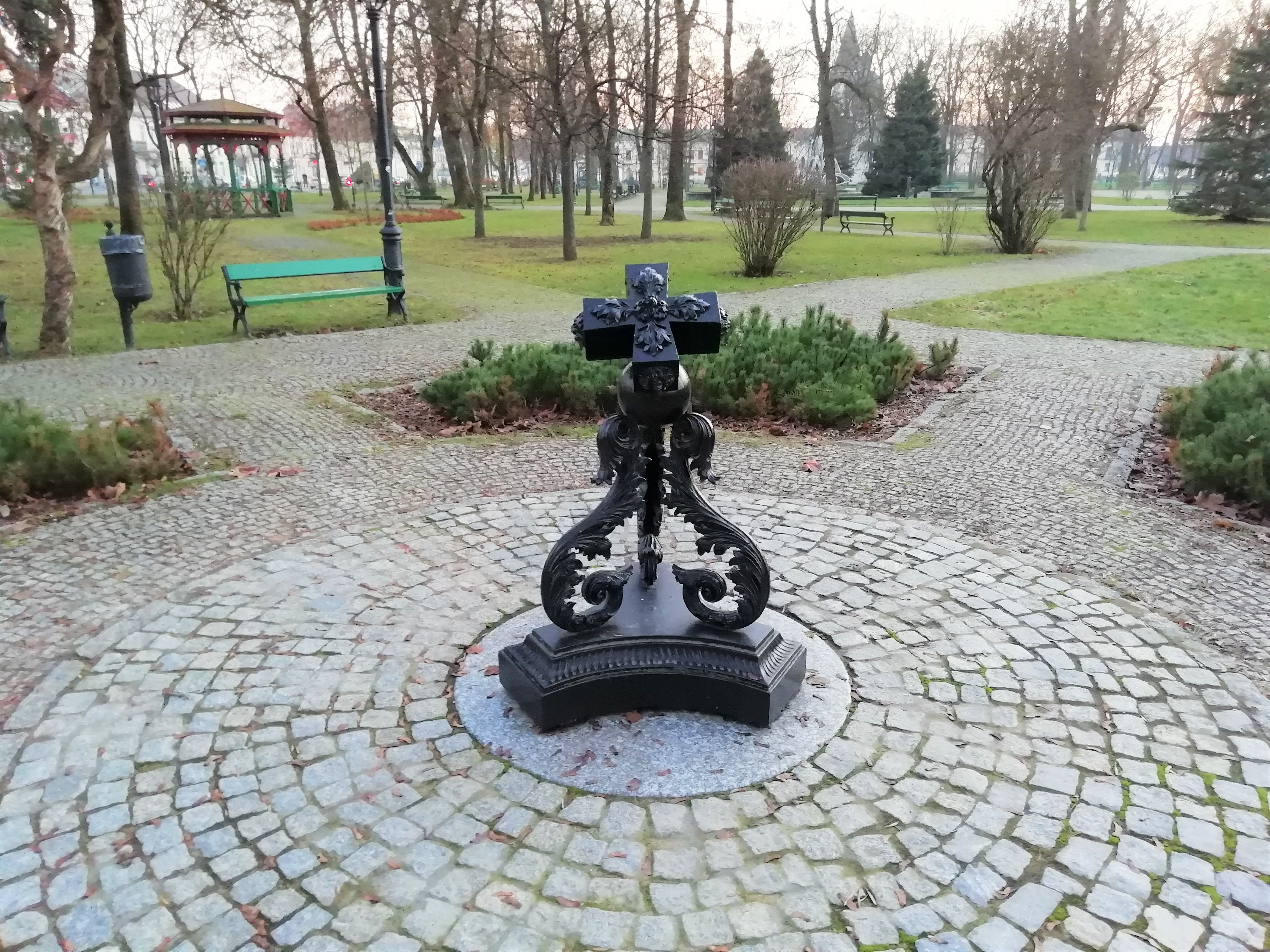
Zegar słoneczny w parku Konstytucji 3 Maja

- TV Suwałki
- TVP3 Białystok

Stacje Radiowe
Eska Suwałki  —  89,4 MHz 
Radio 5  — 91,2 MHz
Bayer FM — 93,1 MHz

## Turystyka
W Suwałkach położony jest Zalew Arkadia. Nad zalewem rozciąga się także duża plaża miejska.
Suwałki mają doskonałe warunki do uprawiania turystyki, ponieważ niedaleko położone są Wigierski Park Narodowy oraz Suwalski Park Krajobrazowy. Można tu uprawiać turystykę wodną, a także pieszą i rowerową. Do wypoczynku zachęcają liczne gospodarstwa agroturystyczne. Wiele potrzebnych informacji można uzyskać w Centrum Informacji Turystycznej (park konstytucji 3 Maja), Suwalskiej Izbie Rolniczo-Turystycznej (SIRT, ul. Kościuszki) oraz PTTK o. w Suwałkach (ul. Kościuszki 37)
W Suwałkach znajduje się Muzeum Historii i Tradycji Żołnierzy Suwalszczyzny.
Ulicami Suwałk biegnie Szlak turystyczny im. Marii Konopnickiej „Krasnoludki są na świecie”, na którym znajduje się dziesięć plenerowych figurek krasnali, bohaterów baśni O krasnoludkach i o sierotce Marysi autorstwa Marii Konopnickiej.

## Wspólnoty wyznaniowe

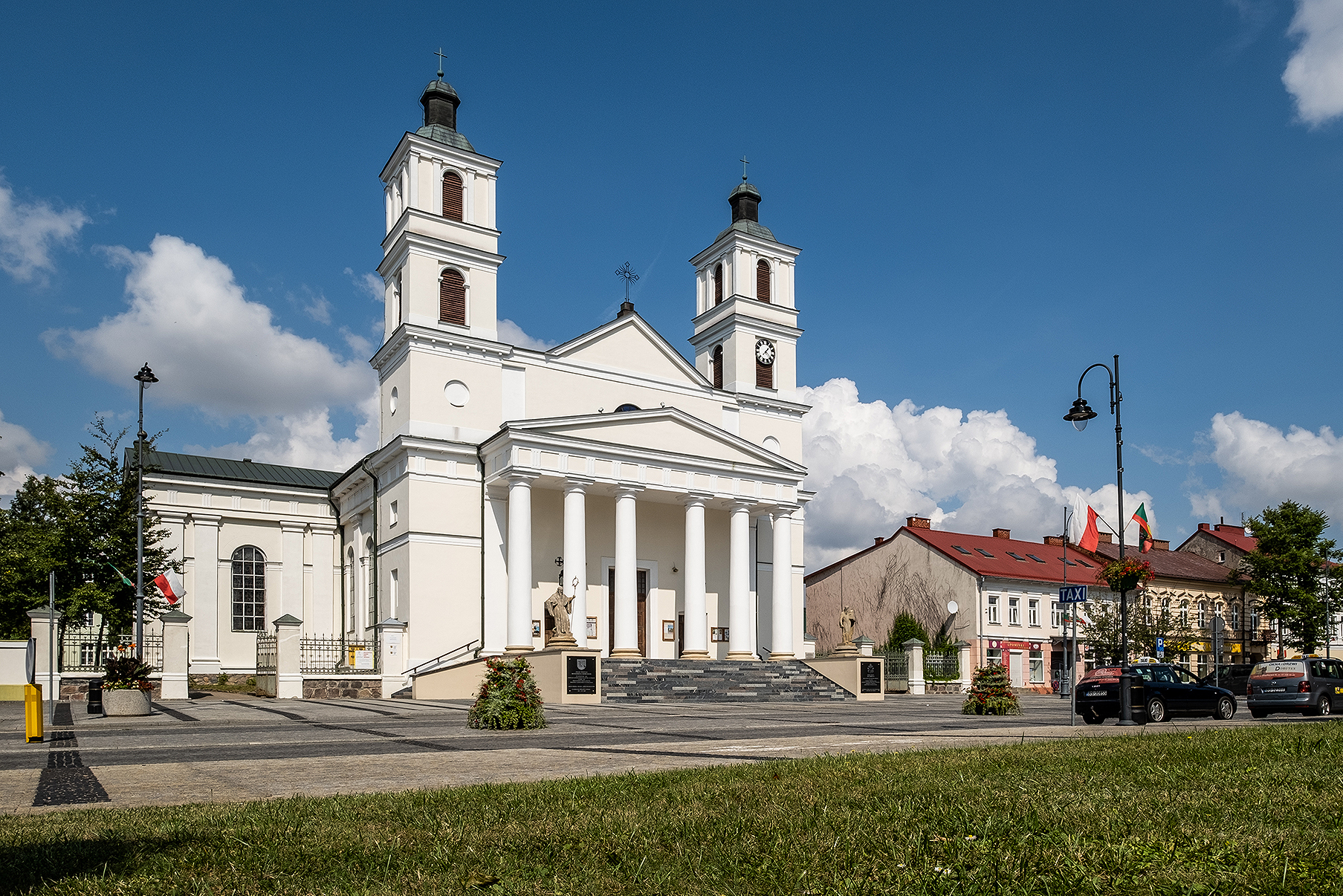
Konkatedra św. Aleksandra

W Suwałkach dominuje katolicyzm. Na terenie miasta działalność religijną prowadzą następujące Kościoły i związki wyznaniowe:
- Kościół rzymskokatolicki[21]:
  - Konkatedra św. Aleksandra, ul. Emilii Plater 2
  - parafia św. Brata Alberta Chmielowskiego, ul. Kowieńska 13
  - parafia bł. Anieli Salawy, ul. Łanowa 13
  - parafia Bożego Ciała (franciszkanie konwentualni), ul. 11 Listopada 6
  - parafia Chrystusa Króla, ul. Papieża Jana Pawła II 3
  - parafia św. Kazimierza Królewicza, ul. Witosa 8
  - parafia Matki Bożej Miłosierdzia (salezjanie), ul. Prymasa S. Wyszyńskiego 3
  - parafia św. Apostołów Piotra i Pawła, ul. Wojska Polskiego 36
  - parafia Najświętszego Serca Pana Jezusa, ul. Kościuszki 58
  - parafia św. Wojciecha, ul. Szkolna 6
- Bractwo Kapłańskie Świętego Piusa X:
  - kaplica Najświętszej Marii Panny Królowej Polski[22]
- Polski Autokefaliczny Kościół Prawosławny:
  - parafia Wszystkich Świętych, ul. Zarzecze 6[23]
- Wschodni Kościół Staroobrzędowy:
  - parafia w Suwałkach, ul. Sejneńska 37A[24]
- Kościół Ewangelicko-Augsburski:
  - parafia w Suwałkach, ul. Kościuszki 12[25]
- Kościół Zielonoświątkowy:
  - zbór „Chrześcijańska Społeczność”, ul. Kościuszki 44[26]
- Kościół Adwentystów Dnia Siódmego:
  - zbór w Suwałkach, ul. Żeromskiego 1[27]
- Świadkowie Jehowy (Sala Królestwa ul. Krzywólka 15A lok. 2)[28]:
  - zbór Suwałki-Centrum (w tym grupa ukraińskojęzyczna)
  - zbór Suwałki-Północ
- Buddyzm:
  - ośrodek Buddyjskiego Związku Diamentowej Drogi Linii Karma Kagyu[29] przy ul. Daszyńskiego 7/19.

## Sport

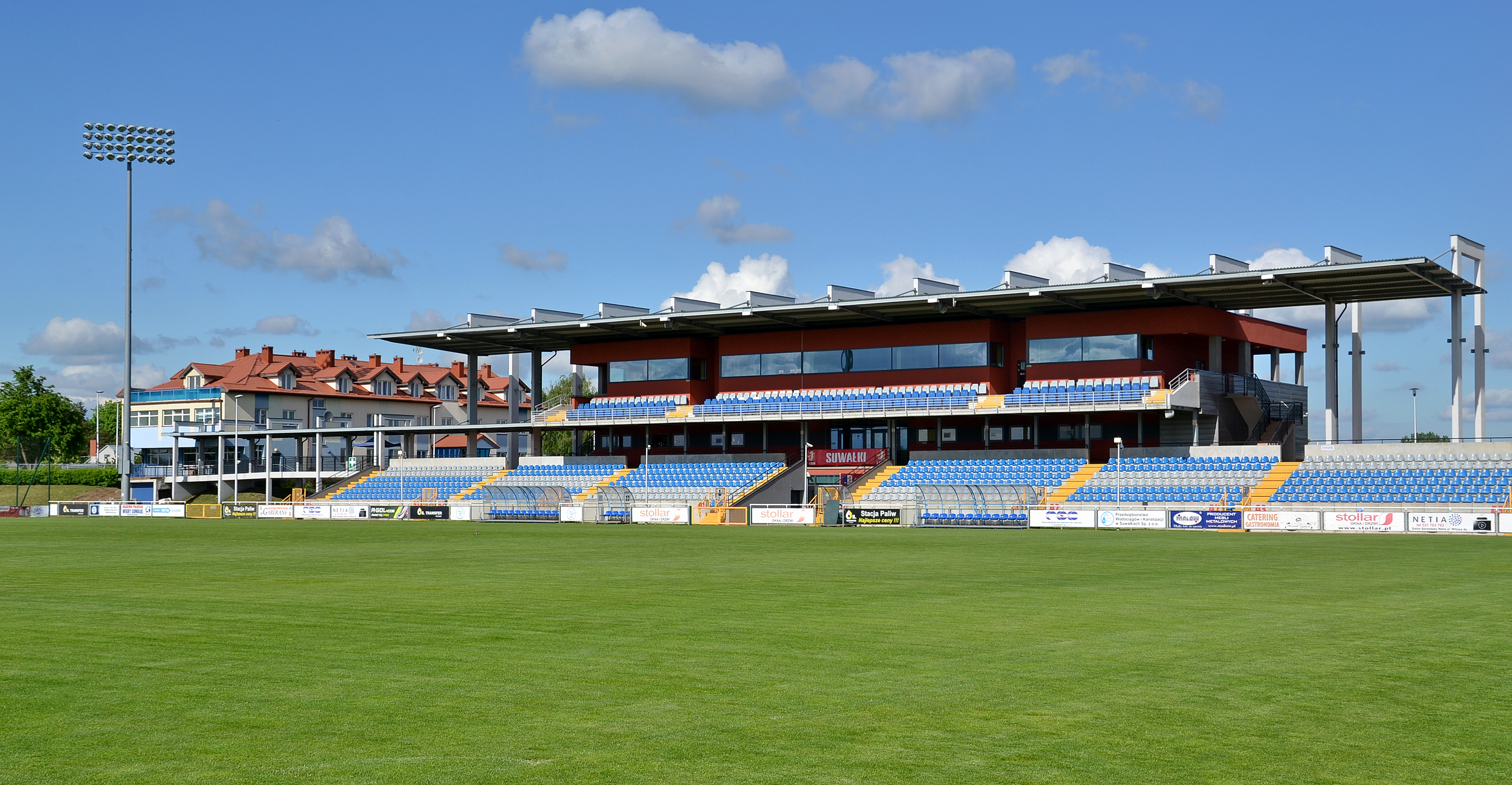
Stadion Miejski w Suwałkach

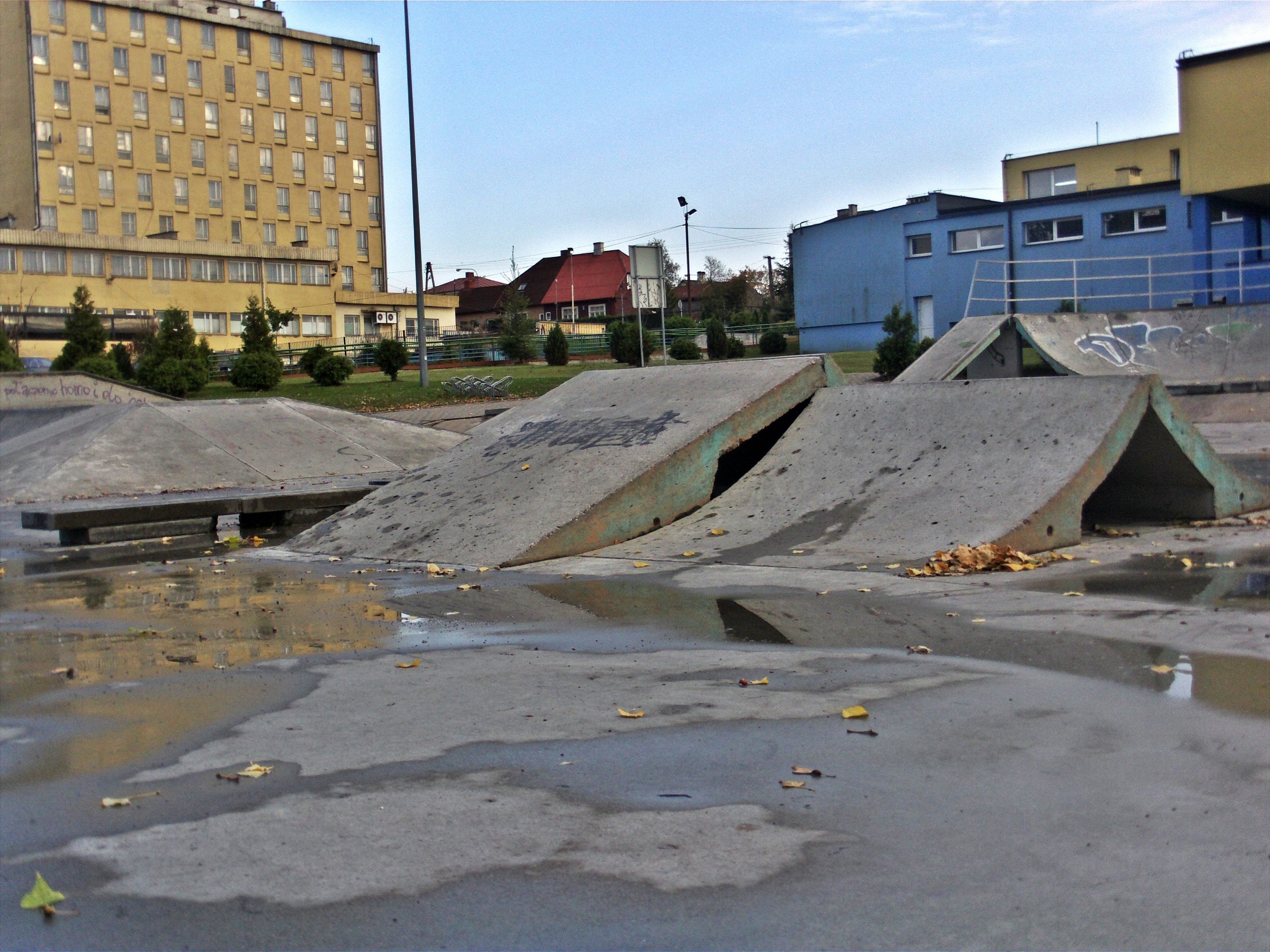
Skatepark w Suwałkach

Ośrodek Sportu i Rekreacji w Suwałkach zarządza obiektami sportowymi i koordynuje organizację imprez sportowych oraz prowadzi szkolenie młodzieży w boksie, żeglarstwie i modelarstwie lotniczym.
W Suwałkach siedzibę mają: zespół piłkarski Wigry Suwałki (klub działający od 1947 roku), zespół Ślepsk Suwałki oraz stowarzyszenie piłki nożnej i siatkówki dla chłopców i dziewcząt szkół podstawowych i szkół ponadpodstawowych Salos Suwałki
W ramach Ośrodka Sportu i Rekreacji funkcjonuje przy ul. Wojska Polskiego 2 w Suwałkach skatepark o powierzchni 1020 m². Na torze znajdują się przeszkody do pokonywania oraz cztery ścianki wspinaczkowe. Obiekt powstał w 2005 roku i został w połowie współfinansowany ze środków unijnych. Resztę kosztów poniósł miejski samorząd. Plac kosztował ok. 100 tysięcy euro.

## Współpraca międzynarodowa
Miasta i gminy partnerskie:
- Grande-Synthe, Francja
- Notodden, Norwegia
- Waren (Müritz), Niemcy
- Tarnopol, Ukraina
- Voru, Estonia
- Mariampol, Litwa
- Olita, Litwa

## Ludzie związani z Suwałkami

### Honorowi obywatele Suwałk
- Aleksandra Piłsudska[33]
- Andrzej Strumiłło[33]
- Andrzej Wajda[33]
- Dagmar Falk(inne języki)[33]
- Jadwiga Jaraczewska[33]
- Walery Roman[33]
- marszałek Polski Edward Śmigły-Rydz[33]
- prof. Edward Szczepanik[33]
- prof. Jan Bohdan Chmielewski[33]
- Bjørn Frode Moen[33]

### Osoby urodzone w Suwałkach
- 1842 – poetka Maria Konopnicka;
- 1849 – malarz Alfred Kowalski-Wierusz;
- 1915 – Edward Szczepanik, ostatni premier RP na uchodźstwie;
- 1926 – reżyser Andrzej Wajda;